# Championnat de Croatie de football de deuxième division
Le championnat de Croatie de football D2, officiellement appelé SuperSport Prva NL ou 1. NL, réunit douze clubs de football croates. Il a été créé en 1991 lors de l'indépendance du pays.
Le champion de la saison se qualifie pour la première division.

## Palmarès

### 1992-1998
| Saison    | Divisions         | Vainqueur de la division | Clubs promus en 1. HNL                                |
| --------- | ----------------- | ------------------------ | ----------------------------------------------------- |
| 1992      | Nord (6 clubs)    | Radnik Velika Gorica     | Radnik Velika Gorica NK Segesta NK Belišće NK Pazinka |
| 1992      | Sud (8 clubs)     | Primorac Stobreč         | Radnik Velika Gorica NK Segesta NK Belišće NK Pazinka |
| 1992      | Ouest (4 clubs)   | NK Pazinka               | Radnik Velika Gorica NK Segesta NK Belišće NK Pazinka |
| 1992–1993 | Nord (16 clubs)   | Dubrava Zagreb           | Dubrava Zagreb Primorac Stobreč                       |
| 1992–1993 | Sud (16 clubs)    | Primorac Stobreč         | Dubrava Zagreb Primorac Stobreč                       |
| 1993–1994 | Nord (16 clubs)   | NK Marsonia              | NK Marsonia NK Neretva                                |
| 1993–1994 | Sud (16 clubs)    | NK Neretva               | NK Marsonia NK Neretva                                |
| 1994–1995 | Nord (16 clubs)   | Slavonija Požega         | Aucun                                                 |
| 1994–1995 | Sud (17 clubs)    | Uskok Klis               | Aucun                                                 |
| 1994–1995 | Ouest (19 clubs)  | Hrvatski Dragovoljac     | Aucun                                                 |
| 1995–1996 | Nord (16 clubs)   | Slaven Belupo            | Aucun                                                 |
| 1995–1996 | Sud (16 clubs)    | Junak Sinj               | Aucun                                                 |
| 1995–1996 | Ouest (18 clubs)  | NK Samobor               | Aucun                                                 |
| 1996–1997 | Centre (16 clubs) | NK Lučko                 | Aucun                                                 |
| 1996–1997 | Est (16 clubs)    | Croatia Đakovo           | Aucun                                                 |
| 1996–1997 | Nord (16 clubs)   | Budućnost Hodošan        | Aucun                                                 |
| 1996–1997 | Sud (19 clubs)    | RNK Split                | Aucun                                                 |
| 1996–1997 | Ouest (16 clubs)  | Jadran Poreč             | Aucun                                                 |
| 1997–1998 | Centre (17 clubs) | HNK Segesta              | HNK Cibalia                                           |
| 1997–1998 | Est (16 clubs)    | HNK Cibalia              | HNK Cibalia                                           |
| 1997–1998 | Nord (16 clubs)   | NK Čakovec               | HNK Cibalia                                           |
| 1997–1998 | Sud (17 clubs)    | RNK Split                | HNK Cibalia                                           |
| 1997–1998 | Ouest (16 clubs)  | Jadran Poreč             | HNK Cibalia                                           |

### À partir de 1999
| Saison    | Division Nord                  | Division Sud                   | Aussi promu en 1.HNL                                      |               |
| --------- | ------------------------------ | ------------------------------ | --------------------------------------------------------- | ------------- |
| 1998–1999 | Vukovar '91                    | Vukovar '91                    | Istra Pula (2e)                                           |               |
| 1999–2000 | NK Marsonia                    | NK Marsonia                    | NK Čakovec (2e)                                           |               |
| 2000–2001 | Kamen Ingrad                   | Kamen Ingrad                   | Pomorac Kostrena (2e) NK Zadar (4e) TŠK Topolovac (5e)    |               |
| 2001–2002 | Vukovar '91                    | Istra Pula                     | Aucun                                                     |               |
| 2002–2003 | NK Marsonia                    | Inker Zaprešić                 | Aucun                                                     |               |
| 2003–2004 | NK Međimurje                   | Pula 1856                      | Aucun                                                     |               |
| 2004–2005 | HNK Cibalia                    | NK Novalja                     | Aucun                                                     |               |
| 2005–2006 | NK Belišće                     | HNK Šibenik                    | Aucun                                                     |               |
| 2006–2007 | Inter Zaprešić                 | Inter Zaprešić                 | NK Zadar (2e)                                             |               |
| 2007–2008 | Croatia Sesvete                | Croatia Sesvete                | Aucun                                                     |               |
| 2008–2009 | Istra 1961                     | Istra 1961                     | NK Karlovac (2e) Lokomotiva Zagreb (3e) NK Međimurje (5e) |               |
| 2009–2010 | RNK Split                      | RNK Split                      | Hrvatski Dragovoljac (3e)                                 |               |
| 2010–2011 | HNK Gorica                     | HNK Gorica                     | NK Lučko (2e)                                             | NK Lučko (2e) |
| 2011–2012 | NK Dugopolje                   | NK Dugopolje                   | Aucun                                                     |               |
| 2012–2013 | Hrvatski Dragovoljac           | Hrvatski Dragovoljac           | Aucun                                                     |               |
| 2013–2014 | NK Zagreb                      | NK Zagreb                      | Aucun                                                     |               |
| 2014–2015 | Inter Zaprešić                 | Inter Zaprešić                 | Aucun                                                     |               |
| 2015–2016 | HNK Cibalia                    | HNK Cibalia                    | Aucun                                                     |               |
| 2016–2017 | NK Rudeš                       | NK Rudeš                       | Aucun                                                     |               |
| 2017–2018 | HNK Gorica                     | HNK Gorica                     | Aucun                                                     |               |
| 2018–2019 | NK Varaždin                    | NK Varaždin                    | Aucun                                                     |               |
| 2019–2020 | HNK Šibenik                    | HNK Šibenik                    | Aucun                                                     |               |
| 2020–2021 | NK Hrvatski Dragovoljac Zagreb | NK Hrvatski Dragovoljac Zagreb | Aucun                                                     |               |
| 2021–2022 | NK Varaždin                    | NK Varaždin                    | Aucun                                                     |               |
| 2022–2023 | NK Rudeš                       | NK Rudeš                       | Aucun                                                     |               |
| 2023–2024 | HNK Šibenik                    | HNK Šibenik                    | Aucun                                                     |               |
| 2024–2025 | NK Vukovar 91                  | NK Vukovar 91                  | Aucun                                                     |               |